# Gesangbuch der Evangelisch-reformierten Kirchen der deutschsprachigen Schweiz
Das Gesangbuch der Evangelisch-reformierten Kirchen der deutschsprachigen Schweiz (RG) ist das zurzeit in den evangelisch-reformierten Kirchen der Schweiz für deutschsprachige Gottesdienste verwendete Kirchengesangbuch.
Es wurde 1998 eingeführt und ersetzt das gleichnamige Gesangbuch von 1952 (RKG). Erarbeitet und herausgegeben wurde es vom Verein zur Herausgabe des Gesangbuchs der Evangelisch-reformierten Kirchen der deutschsprachigen Schweiz (kurz: Gesangbuchverein), der aus Fachleuten der Kirchenmusik und Vertretungen der Kantonalkirchen zusammengesetzt war und ökumenische Zusammenarbeit mit der römisch-katholischen und der christkatholischen Kirche der Schweiz pflegte. Das Katholische Gesangbuch der deutschsprachigen Schweiz wurde parallel erstellt. Beide Gesangbücher wurden am 1. November 1998 in einem ökumenischen Fernsehgottesdienst der Öffentlichkeit übergeben.
Im Gesamtaufbau des Gesangbuches führt der Begriff «Gottesdienst» als Leitmotiv durch 868 Gesänge und Texte, die in die sechs Kapitel gegliedert sind:
- Gottesdienst in der Bibel: Psalmen und andere Gesänge
- Gottesdienst in der Gemeinde
- Gottesdienst im Jahreskreis
- Gottesdienst im Tageskreis
- Gottesdienst im Lebenskreis
- Gottesdienst in der Welt

Die Liedsätze sind meist vierstimmig. Im Gegensatz zum früheren Gesangbuch wurden neu auch zahlreiche Kanons, mehrsprachige und fremdsprachige Gesänge sowie Dialektlieder aufgenommen.
Weil sie eigentlich als Kirchenlied geschrieben wurde, findet sich im Kapitel Gottesdienst im Jahreskreis zum Thema Dank-, Buss- und Bettag unter der Nr. 519 die Schweizerische Nationalhymne.